# Chrudim II
Chrudim II (Nové Město) je část okresního města Chrudim. Nachází se na jihovýchodě Chrudimi. V roce 2009 zde bylo evidováno 1069 adres. V roce 2001 zde trvale žilo 5349 obyvatel.
Chrudim II leží v katastrálním území Chrudim o výměře 20,72 km2.